# Johann Jakob Schmid
Johann Jakob Schmid (* 14. November 1671 in Erdmannhausen; † 26. Mai 1743 in Ebingen) war ein württembergischer evangelischer Pfarrer.

## Leben und Wirken
Johann Jakob Schmid wuchs in Höfingen, heute ein Stadtteil von Leonberg, auf, wo sein Vater Johann Wilhelm Schmid seit 1677 evangelischer Pfarrer war. Am 2. März 1689 wurde er an der Universität Tübingen immatrikuliert und studierte dort Evangelische Theologie. Seit 1690 war er Stipendiat im Evangelischen Stift Tübingen. Am 5. August 1691 legte er das Examen für das Bakkalaureat ab, am 13. Juli 1692 erlangte er den Magistergrad. Als Vikar trat er in den Dienst der Evangelischen Landeskirche in Württemberg ein. Nach seiner Vikariatszeit in verschiedenen Gemeinden wurde er im Jahr 1700 zweiter Pfarrer (Diakon) in Tuttlingen. Von 1714 bis zu seinem Tod amtierte er als Stadtpfarrer in Ebingen.
Bereits 1706 gelangte Johann Jakob Schmid, als er noch in Tuttlingen tätig war, in den Besitz der Handschrift des Tübinger Hausbuchs (sein handgeschriebener Besitzvermerk befindet sich im Vorderdeckel des Bandes). Dieses wohl aus dem dritten Viertel des 15. Jahrhunderts stammende Werk erwarb die Universitätsbibliothek Tübingen nach dem Tod Schmids. Es ist eine der schönsten, reich illustrierten und wertvollsten spätmittelalterlichen Handschriften dieser Bibliothek. Wie sie einst in den Besitz von Pfarrer Schmid kam, lässt sich nicht mehr feststellen. Schmid dürfte sich mit lokal- bzw. regionalhistorischen Themen beschäftigt und auch noch weitere Handschriften besessen haben.